# 少数与党政権
少数与党政権 （しょうすうよとうせいけん、en:Minority government）とは、議会で過半数をとれていない政党が与党として運営する政権のこと。少数与党とも呼ぶ。
与党が議会の過半数を取れていないため、法案や予算の成立には議席の比較的多い野党の同意が不可欠となり、政権運営が不安定になりやすい。逆に野党が議会の過半数を握っているため、野党側の提案する法案が通りやすくなるという特徴もある。議院内閣制の場合は、内閣不信任決議案が可決されるリスクが格段に高まることになる。
少数与党を脱却する方法としては、選挙で議会の過半数を取る、他の政党と連立を組むという方法がある。ただし後者においては複数の政党で連立を組んでも過半数に届かない場合もある。その場合は「過半数に達するまで連立を拡大し続ける」という戦略が取られることもあるが、そのぶん多くの政党の意見を取り入れていく必要があり、イデオロギーや政策面で違いが大きい政党同士で連立すると却って政権が不安定になるリスクもある。

## 日本
日本の主な事例。
- 第2次吉田内閣（1948年10月15日～125日）
- 第5次吉田内閣（1953年5月21日～569日）
- 第1次鳩山一郎内閣（1954年12月10日～100日）
- 第2次鳩山一郎内閣（1955年3月19日～249日）
- 羽田内閣（1994年4月28日～64日）
- 第2次石破内閣（2024年11月11日～）

## イギリス
- 第3次ウィルソン内閣（労働党）（1974年3月4日〜228日間）[5][注釈 1]

## ドイツ
- 第8次アデナウアー内閣（キリスト教民主同盟）（1962年11月19日〜24日間）[6][注釈 2]
- 第3次エアハルト内閣（キリスト教民主同盟）（1966年10月28日〜34日間）[6][注釈 3]
- 第4次シュミット内閣（社会民主党）（1982年9月17日〜14日間）[6][注釈 4]
- ショルツ内閣

## フランス

### 第四共和政
- ブルム内閣（社会党）（1946年12月12日〜36日間）[11]
- モレ内閣（社会党）（1956年1月31日〜497日間）[11]
- ブルジェ＝モーヌリ内閣（急進社会党）（1957年6月11日〜148日間）[11]

### 第五共和政
- 第5次ポンピドゥー内閣（第五共和国民主連合（VREP））（1967年4月6日〜421日間）[12]
- 第6次ポンピドゥー内閣（第五共和国民主連合（VREP））（1968年5月31日〜40日間）[12]
- 第2次メスメル内閣（共和国民主連合）（1973年4月2日〜331日間）[12]
- 第3次メスメル内閣（共和国民主連合）（1974年2月27日〜89日間）[12]
- 第2次シラク内閣（共和国連合）（1986年3月20日〜782日間）[12]
- 第2次ロカール内閣（社会党）（1988年6月23日〜1056日間）[12]
- クレッソン内閣（社会党）（1991年5月15日〜323日間）[12]
- ベレゴヴォワ内閣（社会党（1992年4月2日〜361日間）[12]